# Urania Steiermark

Die Titelseite der Urania-Mitteilungen Juni/Juli 2022 zeigt alle bisherigen Standorte: Mehlplatz 2: 1923 bis 1938 und 1953 bis 1994; Burggasse 4: 1994 bis 2022; Hauptplatz 16-17: ab 2022 sowie das 1923 geplante, aber nie verwirklichte Urania-Gebäude an der Mur.

Die Urania Steiermark ist eine Einrichtung der Erwachsenenbildung mit Sitz in Graz und mit engem Kontakt zu den steirischen Universitäten, Museen und Kultureinrichtungen.
Sie ist als überparteilicher und gemeinnütziger Verein Mitglied des Verbandes Österreichischer Volkshochschulen sowie des Bildungsnetzwerks Steiermark. In ihrer Bildungstätigkeit, die Vorträge und Symposien, Seminare, Bildungsreisen, Sprachkurse und Kurse zu den Themen EDV, Instrumental- und Gesangsunterricht, Kunst, Sport und Bewegung umfasst, fühlt sie sich einem humanistischen Menschenbild, den Werten der Demokratie und Aufklärung, der Geschlechtergerechtigkeit und dem Respekt gegenüber unterschiedlichen Gesellschaftsordnungen, Kulturen und Religionen verpflichtet.
Seit Juni 2022 heißt sie Urania Steiermark (zuvor, d. h. seit 1947 Österreichische Urania für Steiermark).

## Geschichte
Die „Grazer Urania“ wurde in einer konstituierenden Sitzung am 14. Februar 1919 und in einer einen Monat später stattfindenden Gründungsversammlung als politisch unabhängiger und gemeinnütziger Verein unter der Patronanz des steirischen Landeshauptmannes Anton Rintelen (Christlichsoziale Partei) und des Grazer Bürgermeisters Vinzenz Muchitsch (SDAP) gegründet. Zum Gründungskomitee gehörten unter anderem der Champagnerfabrikant Emil Kieslinger (1882–1970), der Landesschulinspektor und Universitätsprofessor für Physik Karl Rosenberg (1861–1936) sowie der sozialdemokratische Journalist und Politiker Anton Afritsch (1873–1924). Die Urania trug zur „Verbreitung naturwissenschaftlicher Kenntnisse und allgemeiner Bildung“ (Satzungen von 1919, § 1) bei. Der Schwerpunkt lag auf Kulturarbeit (Konzerte und Filme) und Vorträgen. In der Zwischenkriegszeit wies die Urania zwischen 7000 und 12.000 Mitglieder auf.
Die Urania-Idee wurde in Berlin infolge der Aufklärung geboren. Alexander von Humboldt (1769–1859), der davon überzeugt war, dass naturwissenschaftliches Wissen die Menschen vernünftiger mache und rationaler handeln lasse, hielt in den Jahren 1827 und 1828 öffentliche „Kosmos-Vorlesungen“. Jahrzehnte später gründete Wilhelm Julius Foerster, der Direktor der Berliner Sternwarte, gemeinsam mit dem Astronomen Max Wilhelm Meyer und dem Unternehmer Werner von Siemens 1888 in Berlin die Gesellschaft „Urania“ als Einrichtung, die der naturwissenschaftlichen Bildung der breiten Bevölkerung dienen sollte. In der Folge entstanden viele Urania-Einrichtungen in Deutschland, der Schweiz und in Österreich-Ungarn (z. B. 1897 in Wien und Budapest, 1907 in Zürich).
1938 wurde die Grazer Urania von den Nationalsozialisten aufgelöst. Nach dem Zweiten Weltkrieg erfolgte 1947 eine Neugründung unter dem Namen „Österreichische Urania für Steiermark“ – in der Folge kurz Urania genannt. Sie hat es sich zur Aufgabe gesetzt, Weiterbildung in allgemeiner und umfassender Form in Graz und in der Steiermark zu verbreiten. Sie betreibt Erwachsenenbildung, vorzugsweise in Verbindung zu universitären Einrichtungen, Museen und Kulturträgern. Wichtige kulturelle und bildungspolitische Neuerungen der Nachkriegsjahre, z. B. die Jugend- (später Jeunesse-)Konzerte, das Forum Stadtpark, die Trigon-Ausstellungen, die Grazer Erklärung der Erwachsenenbildung oder die Hammer-Purgstall-Renaissance gehen auf Initiativen zurück, an denen die Urania maßgeblich beteiligt war. Sie hat es sich zur Aufgabe gesetzt, Weiterbildung in allgemeiner und umfassender Form in Graz und in der Steiermark zu verbreiten, „mit dem Ziel, die menschliche Persönlichkeit in ihrer Gesamtheit und Einheit zu gestalten“ (§ 2 der Statuten von 2019).
In den Nachkriegsjahren hatte die Urania ihren Sitz in einer kleinen Kammer unter der Feststiege der Technischen Universität. Es bot Platz für eine Schreibkraft und drei bis vier Studenten. Erst 1953 gelang es, Büro- und Kursräume im Gebäude Mehlplatz 2 anzumieten, in dem die Grazer Urania schon vor 1938 eigene Räume hatte. Drei Kursräume waren auf die Dauer zu wenig. 1994 übersiedelte die Urania schließlich mit finanzieller Unterstützung durch Stadt, Land und Bund ins Palais Trauttmansdorff, Burggasse 4. Schon seit Herbst 2021 nutzt die Urania in Graz sechs neu ausgestattete Sprachkursräume am Eisernen Tor (Kaiserfeldgasse 1). Am 15. Juli 2022 bezog sie den neuen Standort am Grazer Hauptplatz im Doppelhaus Nummer 16–17, dem ehemaligen Palais Stürgkh.

## Leitung und Organisation

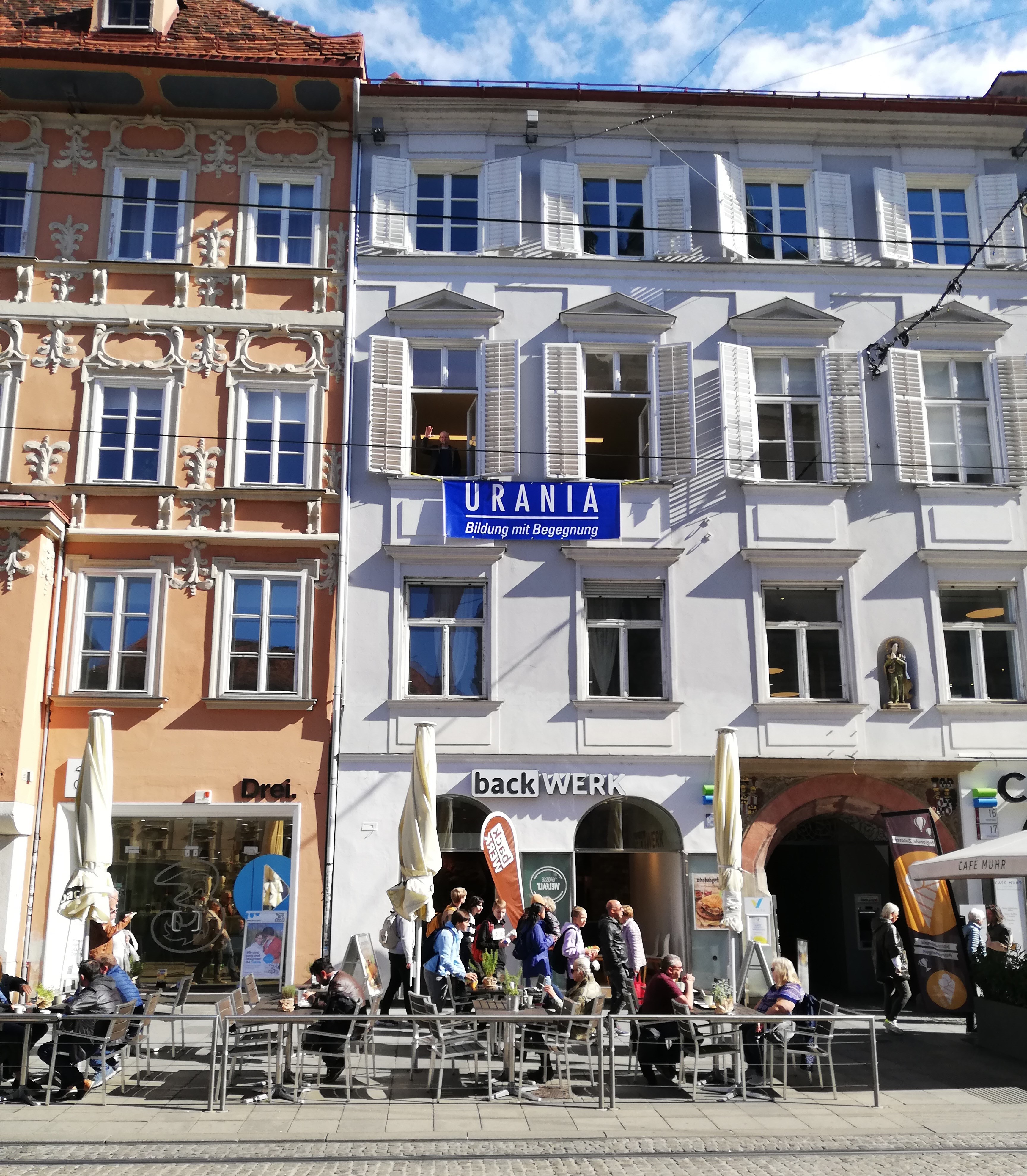
Sitz der Urania Steiermark am Grazer Hauptplatz

Die Urania ist ein eingetragener Verein (ZVR 134609890), unterliegt daher den gesetzlichen Grundlagen des Vereinsgesetzes und zählt derzeit ca. 8000 Mitglieder. Die Leitung obliegt einem zehnköpfigen Vorstand unter dem Präsidenten Josef Smolle und den Vizepräsidenten und Hans Sünkel und Andrea Hoffmann (Vizerektorin der Technischen Universität Graz). Der ehrenamtliche Vorstand wird in inhaltlichen und erwachsenenbildnerischen Fragen von einem beratenden Präsidium mit über 40 Beiräten – Persönlichkeiten aus Politik, Wirtschaft, Wissenschaft und Kultur – unterstützt. Das Mitarbeiterteam der Urania besteht aus einem geschäftsführenden Direktor und zwölf weiteren Angestellten. Die Zweigstellen in Zeltweg und Bad Radkersburg werden von einer Teilzeitkraft betreut.
Direktoren seit 1947:
- Johann Wolfgang Schaukal (1947–1971)
- Peter Schall (1972–1986)
- Markus Jaroschka (1986–1996)
- Hannes Galter (1996–2019)
- Wolfgang Moser (ab 2020)

Präsidenten seit 1947:
- Bernhard Baule (1947–1969)
- Johann Mokre (1969–1981)
- Kurt Freisitzer (1981–1985)
- Werner Hollomey (1985–1989)
- Gerald Schöpfer (1989–1991)
- Reinhard Haberfellner (1991–1995)
- Peter Schick (1995–1999)
- Josef Wohinz (1999–2003)
- Eva Karisch (2003–2007)
- Karl Crailsheim (2007–2011)
- Arnold Hanslmeier (2011–2015)
- Hans Sünkel (2015–2017)
- Josef Smolle (2017–2023)
- Andrea Hoffmann (2023–2025)
- Josef Smolle (ab 2025)